# Gheorghe Zapan
Gheorghe Zapan (n. 8 martie 1897 – d. 1976) a fost un psiholog, matematician, cibernetician, pedagog, filozof și jurist român.

## Biografie
Gheorghe Zapan s-a născut în 8 martie 1897 la Botoșani .Bunicul său din partea mamei fusese șeful muzicii militare din Botoșani, de la care copilul moștenise auz absolut.  A terminat liceul militar de la Mânăstirea Dealu, unde a avut profesor pe renumitul matematician român Octav Onicescu .  Audiază cursuri de drept,matematică și filosofie, iar in 1923 devine absolvent al Universității din Iași .
Între anii 1928 - 1934 studiază în Germania, fiind elev al lui  Wolfgang Köhler (psihologia experimentală), H. Rupp ( psihologia muncii), R. von Wrises (statistica și calculul probabilităților),  Albert Einstein (fizică), Erwin Schrödinger (psihofizică), Bernhard ( economia politică, fizica experimentală și chimie fizică). Devine doctor în științe și filosofie la Universitatea din Berlin cu teza de doctorat: „Exercitabilirea unor teme. Contribuții la psihologia proceselor de învățare și exercițiu”.
În 1934 era numit, prin concurs, conferentiar la Catedra de psihologie a Universitatii din Bucuresti.
În anul 1968 devine membru al Academiei de Științe din New York.
Între anii 1940- 1948, Gheorghe Zapan era director al Institutului Psihotehnic din București, în cadrul Ministerului Muncii și profesor suplinitor la catedra de psihologie a Facultății de Filosofie și Litere din București ( 1940 - 1947).
În anul 1952 a fost retrogradat din funcția de conferențiar în cea de laborant.
După câțiva ani, în urma concursului din 30 noiembrie 1955 este confirmat în postul de conferențiar la Facultatea de Filosofie - catedra de Psihologie experimentală a Universității din București.Între anii 1956 - 1959 este șef al secției de psihologie a muncii din cadrul Institutului de Psihologie al Academiei.
Primește în anul 1964, din partea Academiei R.S.România, Premiul ,,Vasile Conta pentru lucrarea ,, Bazele biofizice ale legii intensității și generalizarea legii Weber - Fechner (1960). ]n 1967 este numit șef al catedrei de psihologie a universității București și i se conferă titlul de  profesor emerit. Se pensionează la 1 octombrie 1967, rămânând profesor consultant  și conducător de doctorat în specialitatea psihologie generală. Trece la cele veșnice în anul 1976.
A avut foarte mulți elevi, cum ar fi: Gheorghe Iosif, Petre Pufan, Constantin A. Ionescu, Nicolae Lungu, D. Muster, C. Narly , G. Bontilă ș.a.

## Distincții
- Ordinul Muncii clasa a III-a (13 octombrie 1964) „cu prilejul aniversarii a 100 de ani de la înființarea Universității din București, pentru activitate îndelungată, contribuție în dezvoltarea științei și merite deosebite în dezvoltarea învățămîntului superior”[1]

## Scrieri
- Teoria orientării și selecției profesionale,1930.
- Tratat de psihologie experimentală, Ed. Academiei,București, 1963.
- Sistemul temperamental și diagnosticarea lui, 1974.
- Cunoașterea și aprecierea obiectivă a personalității, Editura Științifică și Enciclopedică, 1984
- Configurația numerelor prime și consecințele ei filosofice, Revista de filosofie, 4/1938
- Aspecte teoretice și practice ale procesului de rezolvare a problemelor de matematici, Revista de pedagogie, 3/1964